# Hatrið mun sigra
Hatrið mun sigra ([ˈhaːtrɪð ˈmʏːn ˈsɪɣra];  Hatet kommer att segra) är en techno-poplåt av det isländska bandet Hatari. Den vann den isländska uttagningen till Eurovision song contest, Söngvakeppnin 2019. Därmed fick de också vara med i den internationella tävlingen och slutade på em 10:e plats vid finalen av Eurovision Song Contest 2019 i Tel Aviv, Israel. Ett bidrag hade då inte framförts på isländska  i tävlingen sedan 2013.
En förlängd version av låten ingår i bandets debutalbum, Neyslutrans (2020).

## Eurovision Song Contest
Låten fick representera Island i Eurovision Song Contest 2019 efter att Hatari segrat i den nationella urvalsprocessen Söngvakeppnin 2019, som organiserades av Isländska public service. Den 28 januari 2019 hölls lottningen om vilken semifinal och vilken halva av programmet varje land skulle delta i. Island placerades på den andra halvan av den första semifinalen som skulle gå av stapeln den 14 maj 2019.  Hatari tävlade i den första semifinalen den 14 maj 2019 och låten kvalificerade sig till finalen, där den slutade på 10:e plats med 232 poäng. 